# Platynychus nebulosus
Platynychus nebulosus là một loài bọ cánh cứng trong họ Elateridae. Loài này được Motschulsky miêu tả khoa học năm 1858.